# Kota Watanabe
Kota Watanabe (渡辺 皓太, 18 d'octubre de 1998) és un futbolista japonès. Va formar part de l'equip japonès a la Copa Amèrica de 2019.